# Prinsessen
Prinsessen er en svensk dramafilm fra 1966 instrueret af Åke Falck, der skrev manuskriptet i samarbejde med Lars Widding. Filmen er baseret på en roman af Gunnar Mattsson og har blandt andre Grynet Molvig og Lars Passgård i hovedrollerne.

## Handling
Journalisten Gunnar møder kræftpatienten Seija, og der opstår kærlighed. Seija har kun kort tid tilbage at leve og frarådes af lægerne at forsøge at blive gravid, da strålebehandlingen kan skade fosteret. Hun afbryder derfor strålebehandlingen og føder senere et velskabt og sundt barn. Samtidig viser det sig, at graviditeten har kureret hendes kræft.

## Medvirkende (i udvalg)
- Grynet Molvig som Seija
- Lars Passgård som Gunnar
- Monica Nielsen som Pirjo
- Birgitta Valberg som læge
- Axel Düberg som præst